# Princesa Isabel (kommun)
Princesa Isabel är en kommun i Brasilien.   Den ligger i delstaten Paraíba, i den östra delen av landet, 1 400 km nordost om huvudstaden Brasília. Antalet invånare är 21 283.
Följande samhällen finns i Princesa Isabel:
- Princesa Isabel

Omgivningarna runt Princesa Isabel är huvudsakligen savann. Runt Princesa Isabel är det ganska tätbefolkat, med 54 invånare per kvadratkilometer.